# Liste der Wappen im Landkreis Sömmerda
Diese Liste erfasst alphabetisch geordnet die Wappen der Städte und Gemeinden des Landkreises Sömmerda in Thüringen (Deutschland). 

Wappen des Landkreises Sömmerda[1]
Der Landkreis Sömmerda in Thüringen
Der Landkreis Sömmerda in Deutschland

## Städte und Gemeinden
Folgende Gemeinden führen kein Wappen:
| - Griefstedt - Ollendorf | - Schwerstedt - Werningshausen |

- Gemeinde
Alperstedt
- Gemeinde
Andisleben
- Gemeinde
Büchel[2]
- Landgemeinde
Buttstädt[3]
- Gemeinde
Eckstedt[4]
- Gemeinde
Elxleben[5]
- Gemeinde
Gangloffsömmern[6]
- Stadt
Gebesee[7]
- Gemeinde
Großmölsen
- Gemeinde
Großneuhausen
- Gemeinde
Großrudestedt
- Gemeinde
Günstedt
- Gemeinde
Haßleben[8]
- Landgemeinde
Kindelbrück[9]
- Gemeinde
Kleinmölsen
- Gemeinde
Kleinneuhausen
- Stadt
Kölleda (Details)
- Gemeinde
Markvippach
- Gemeinde
Nöda
- Gemeinde
Ostramondra[10]
- Stadt
Rastenberg
- Gemeinde
Riethnordhausen[11]
- Gemeinde
Ringleben
- Gemeinde
Schloßvippach[12]
- Kreisstadt
Sömmerda[13]
- Gemeinde
Sprötau[14]
- Gemeinde
Straußfurt
- Gemeinde
Udestedt
- Gemeinde
Vogelsberg
- Gemeinde
Walschleben
- Stadt
Weißensee[15]
- Gemeinde
Witterda
- Gemeinde
Wundersleben[16]

## Ehemalige Gemeinden mit eigenem Wappen

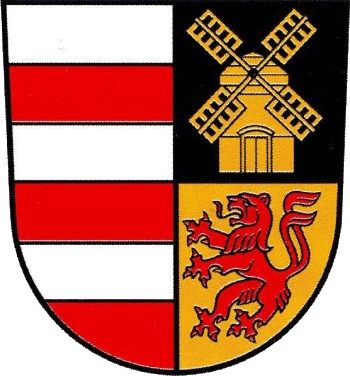
Stadt Kölleda Ortsteil Beichlingen
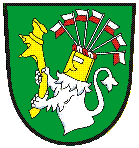
Landgemeinde Kindelbrück Ortsteil Bilzingsleben
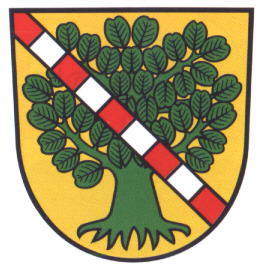
Landgemeinde Buttstädt Ortsteil Ellersleben

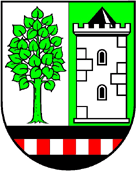
Ehemalige Gemeinde Eßleben-Teutleben
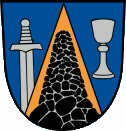
Landgemeinde Kindelbrück Ortsteil Frömmstedt
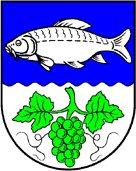
Landgemeinde Buttstädt Ortsteil Großbrembach
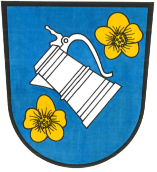
Landgemeinde Kindelbrück Ortsteil Kannawurf
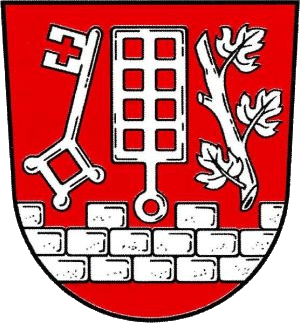
Ortsteil Großmonra der Stadt Kölleda
Landgemeinde Buttstädt Ortsteil Guthmannshausen
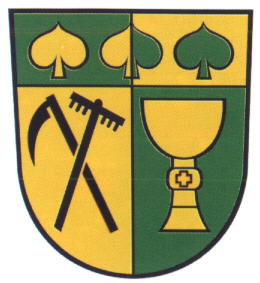
Landgemeinde Buttstädt Ortsteil Hardisleben
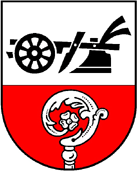
Landgemeinde Buttstädt Ortsteil Kleinbrembach
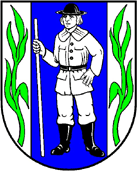
Landgemeinde Buttstädt Ortsteil Mannstedt
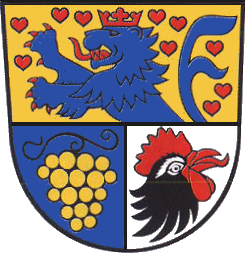
Landgemeinde Buttstädt Ortsteil Olbersleben
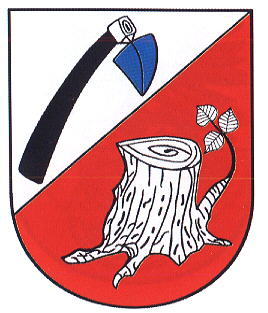
Landgemeinde Buttstädt Ortsteil Rudersdorf
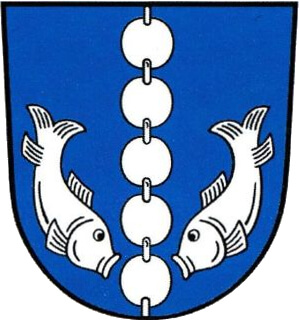
Ortsteil Schillingstedt der Stadt Sömmerda
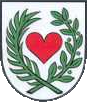
Ehemalige Gemeinde Eßleben-Teutleben
Gemeinde Andisleben
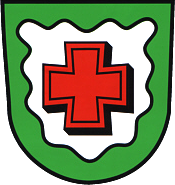
Gemeinde Büchel
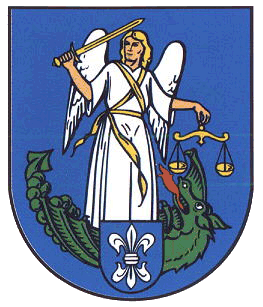
Landgemeinde Kindelbrück Ortsteil Frömmstedt
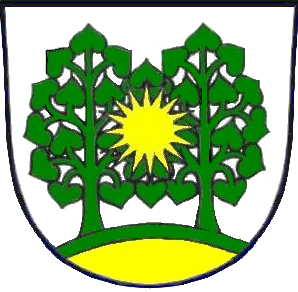
Gemeinde Eckstedt
Gemeinde Elxleben
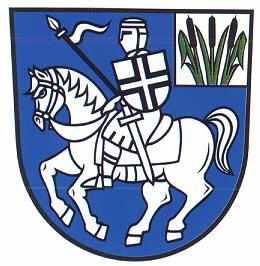
Gemeinde Gangloffsömmern

- Landgemeinde Buttstädt
Ortsteil Großbrembach
- Landgemeinde Kindelbrück
Ortsteil Kannawurf
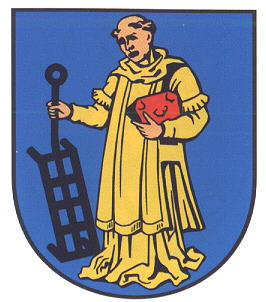
Ortsteil Großmonra der Stadt Kölleda
Gemeinde Großmölsen
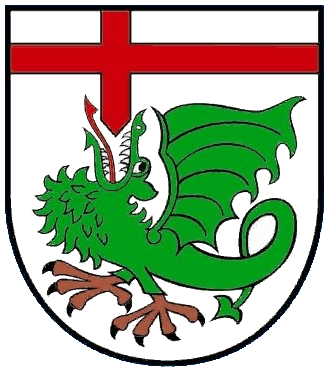
Gemeinde Großneuhausen
Gemeinde Großrudestedt
Gemeinde Günstedt
Gemeinde Haßleben
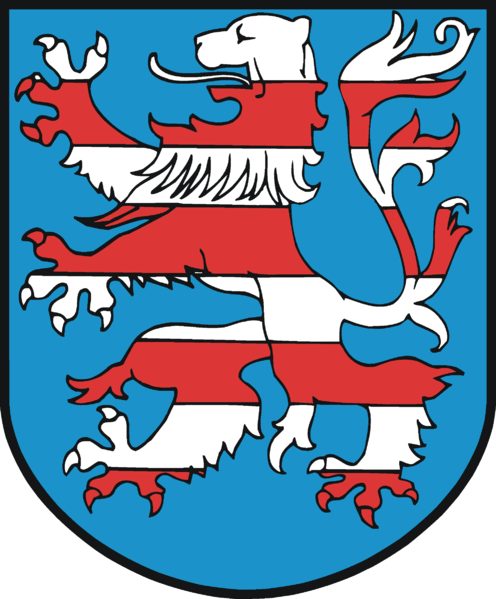
Landgemeinde Buttstädt
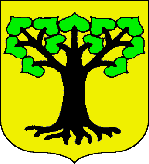
Gemeinde Kleinmölsen
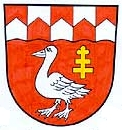
Gemeinde Kleinneuhausen
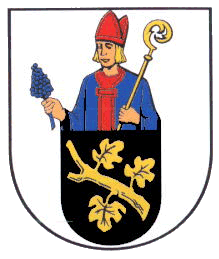
Stadt Kölleda (Details)
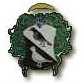
Gemeinde Markvippach
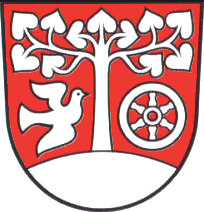
Gemeinde Nöda
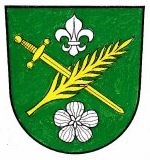
Gemeinde Ostramondra
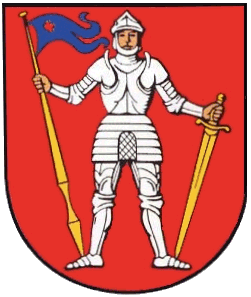
Stadt Rastenberg
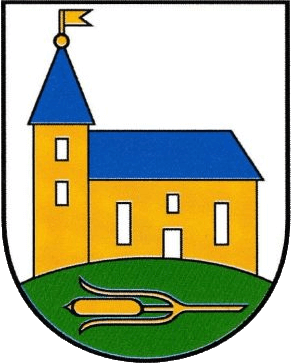
Gemeinde Riethnordhausen
Gemeinde Ringleben
Gemeinde Schloßvippach
Kreisstadt Sömmerda
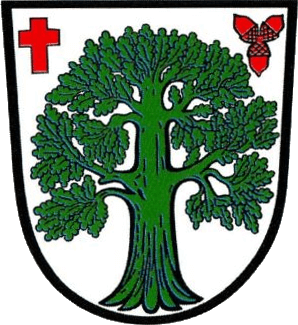
Gemeinde Sprötau
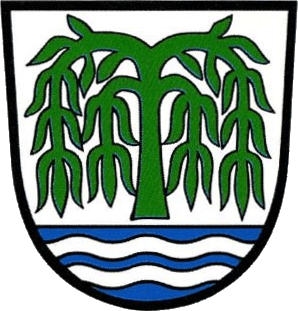
Gemeinde Straußfurt
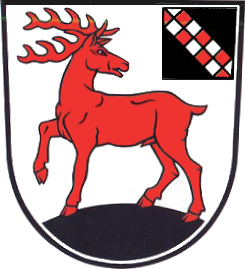
Gemeinde Udestedt
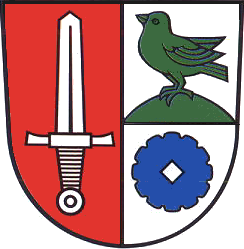
Gemeinde Vogelsberg
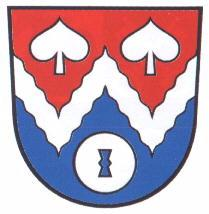
Gemeinde Walschleben
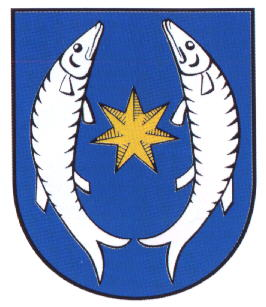
Stadt Weißensee
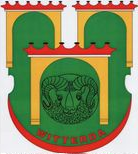
Gemeinde Witterda
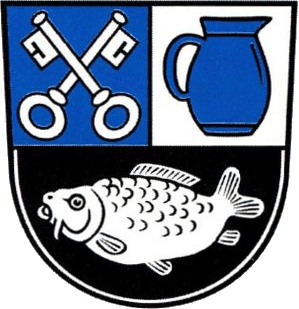
Gemeinde Wundersleben
Ortsteil Guthmannshausen[19]
- Landgemeinde Buttstädt
Ortsteil Hardisleben
- Landgemeinde Buttstädt
Ortsteil Kleinbrembach[20]
- Landgemeinde Buttstädt
Ortsteil Mannstedt[21]
- Landgemeinde Buttstädt
Ortsteil Olbersleben
- Landgemeinde Buttstädt
Ortsteil Rudersdorf[22]
- Ortsteil Schillingstedt
der Stadt Sömmerda

## Historische Wappen

Stadt Gebesee Version von 1939[23]

## Blasonierungen
1. ↑  Landkreiswappen: „Gespalten mit einer eingepfropften Spitze, vorn neunmal von Schwarz über Gold geteilt und mit einem grünen Rautenkranz belegt; hinten in Blau ein siebenmal von Rot über Silber geteilter, golden bewehrter und gekrönter Löwe, in der Spitze ein silbernes sechsspeichiges Rad auf rotem Grund.“
2. ↑  Büchel: „In Silber mit grünem Wellenbord ein rotes Ulrichskreuz.“ (Hauptsatzung. § 2, Abs.1 (Memento des Originals vom 28. September 2007 im Internet Archive)  Info: Der Archivlink wurde automatisch eingesetzt und noch nicht geprüft. Bitte prüfe Original- und Archivlink gemäß Anleitung und entferne dann diesen Hinweis.)
3. ↑  Buttstädt: „In Blau ein silbern gekleideter Engel mit goldenem Schwert in der erhobenen Rechten, in der Linken eine goldene Waage haltend, zu seinen Füßen ein auf dem Rücken liegender grüner Drachen, belegt mit einem kleinen blauen Schild, darin eine silberne Lilie.“ (Exposé (Memento des Originals vom 3. September 2004 im Internet Archive)  Info: Der Archivlink wurde automatisch eingesetzt und noch nicht geprüft. Bitte prüfe Original- und Archivlink gemäß Anleitung und entferne dann diesen Hinweis.)
4. ↑  Eckstedt: „In Silber auf goldenem, grünbortierten Schildfuß zwei grüne Laubbäume, in der Mitte mit einer sechzehnstrahligen Sonne belegt.“ (Hauptsatzung. § 2, Abs.1; PDF; 503 kB)
5. ↑  Elxleben: „Wellenförmig gespalten von Silber und Rot; links ein silbernes Schwert mit flammender Klinge, rechts eine Hälfte eines schwarzen Elchgeweihs.“
6. ↑  Gangloffsömmern: „In Blau ein silberner Ritter auf einem nach rechts schreitenden silbernen Ross mit silbernem Schwert und einem silbernen Schild mit schwarz-silber geständertem Kreuz, in der Rechten eine schwarze Lanze mit silberner Spitze und Fahne haltend. Im linken silbernen Obereck drei beblätterte Schilfrohre mit schwarzen Kolben.“ (Hauptsatzung. § 2, Abs.1 (Memento des Originals vom 27. September 2007 im Internet Archive)  Info: Der Archivlink wurde automatisch eingesetzt und noch nicht geprüft. Bitte prüfe Original- und Archivlink gemäß Anleitung und entferne dann diesen Hinweis.)
7. ↑  Gebesee: „In Blau ein Heiliger im goldenen Gewand, einen Rost in der Rechten und ein Buch in der Linken haltend.“ (Hauptsatzung. § 2, Abs.1 (Memento des Originals vom 28. September 2007 im Internet Archive)  Info: Der Archivlink wurde automatisch eingesetzt und noch nicht geprüft. Bitte prüfe Original- und Archivlink gemäß Anleitung und entferne dann diesen Hinweis.; PDF; 34 kB)
8. ↑  Haßleben: „In Blau ein schräglinker goldener Wellenbalken, oben ein wachsender Löwe, unten ein goldenes Flammenschwert, links beseitet von drei goldenen Scheiben.“ (Hauptsatzung. § 2, Abs.1 (Memento des Originals vom 27. September 2007 im Internet Archive)  Info: Der Archivlink wurde automatisch eingesetzt und noch nicht geprüft. Bitte prüfe Original- und Archivlink gemäß Anleitung und entferne dann diesen Hinweis.)
9. ↑  Kindelbrück: „In Blau ein siebenmal von Silber und Rot geteilter Löwe.“ (Hauptsatzung. § 2, Abs.1 (Memento des Originals vom 28. September 2007 im Internet Archive)  Info: Der Archivlink wurde automatisch eingesetzt und noch nicht geprüft. Bitte prüfe Original- und Archivlink gemäß Anleitung und entferne dann diesen Hinweis.)
10. ↑  Ostramondra: „In Grün schräg gekreuzt ein gestütztes goldenes Schwert und ein goldener Palmzweig, darüber eine silberne Lilie, darunter eine silberne Flachsblüte.“
11. ↑  Riethnordhausen: „In Silber auf einem mit einem liegenden goldenen Rohrkolben belegten gebogenen grünen Schildfuß eine blaubedachte Kirche.“ (Hauptsatzung. § 2, Abs.1 (Memento des Originals vom 27. September 2007 im Internet Archive)  Info: Der Archivlink wurde automatisch eingesetzt und noch nicht geprüft. Bitte prüfe Original- und Archivlink gemäß Anleitung und entferne dann diesen Hinweis.)
12. ↑  Schloßvippach: „Gespalten und zweimal geteilt von Rot und Silber.“
13. ↑  Sömmerda: „Geteilt von Silber und Rot; oben ein schwarzer rotbezungter rechts blickender Adler, unten ein sechsspeichiges silbernes Rad.“
14. ↑  Sprötau: „In Silber eine grüne Eiche, begleitet im rechten Obereck von einem roten Kreuz, im linken Obereck von einem roten Eicheldreipass.“ (Hauptsatzung. § 2, Abs.1 (Seite nicht mehr abrufbar, festgestellt im März 2022. Suche in Webarchiven)  Info: Der Link wurde automatisch als defekt markiert. Bitte prüfe den Link gemäß Anleitung und entferne dann diesen Hinweis.; PDF; 57 kB)
15. ↑  Weißensee: „In Blau zwei aufgerichtete, gegeneinander gekrümmte silberne Fische, zwischen ihnen schwebend ein siebenstrahliger goldener Stern.“
16. ↑  Wundersleben: „Halbgespalten und geteilt; oben vorn in Blau zwei silberne gekreuzte Schlüssel, oben hinten in Silber ein blauer Krug, unten in Schwarz ein silberner Fisch.“
17. ↑  Eßleben-Teutleben: „Gespalten von Silber und Grün mit einem schwarzen Schildfuß, darin ein rot-silberner Balken; vorn eine grüne Linde und hinten ein silberner gezinnter Rundturm mit schwarzem Spitzdach.“ (Exposé (Memento des Originals vom 27. September 2007 im Internet Archive)  Info: Der Archivlink wurde automatisch eingesetzt und noch nicht geprüft. Bitte prüfe Original- und Archivlink gemäß Anleitung und entferne dann diesen Hinweis.)
18. ↑  Frömmstedt: „In Blau eine steigende goldene Spitze, darin eine stilisierte Pyramide aus schwarzen unregelmäßigen Steinen, silbern verfugt, vorn ein wachsendes silbernes Schwert, hinten ein silberner Kelch.“
19. ↑  Guthmannshausen: „Geteilt von Blau über Silber, oben ein wachsender rechtsgewendeter silberner Löwe, unten zwei blaue Weintrauben mit einem gemeinsamen Stiel.“ (Exposé (Memento des Originals vom 27. September 2007 im Internet Archive)  Info: Der Archivlink wurde automatisch eingesetzt und noch nicht geprüft. Bitte prüfe Original- und Archivlink gemäß Anleitung und entferne dann diesen Hinweis.)
20. ↑  Kleinbrembach: „Geteilt von Silber und Rot; oben ein schwarzer Pflug, unten die silberne Kurvatur eines Bischofsstabes.“ (Exposé (Memento des Originals vom 27. September 2007 im Internet Archive)  Info: Der Archivlink wurde automatisch eingesetzt und noch nicht geprüft. Bitte prüfe Original- und Archivlink gemäß Anleitung und entferne dann diesen Hinweis.)
21. ↑  Mannstedt: „In Blau ein silberner Mann mit schwarzem Hut und Gürtel und schwarzen Stiefeln, in der Rechten ein silberner, auf den Boden gestellter Stab, die Linke in der Hüfte gestützt; in den Flanken in Silber je eine grüne Waidpflanze.“ (Exposé (Memento des Originals vom 27. September 2007 im Internet Archive)  Info: Der Archivlink wurde automatisch eingesetzt und noch nicht geprüft. Bitte prüfe Original- und Archivlink gemäß Anleitung und entferne dann diesen Hinweis.)
22. ↑  Rudersdorf: „Von Silber über Rot schräglinks geteilt; oben eine Rodehacke mit schwarzem Stiel und blauem Blatt; unten ein silberner Baumstumpf.“
23. ↑  Gebesee: „Gespalten; vorn in Gold ein halber, rot bewehrter schwarzer Adler am Spalt, hinten in Rot drei silberne Sparren.“